# Lista prac Samuela Goldflama
Samuel Goldflam (1852–1932) – polski neurolog, autor ponad 100 publikacji. Poniżej znajduje się chronologicznie uporządkowana lista większości jego dzieł. O ile nie zaznaczono inaczej, jedynym autorem jest Samuel Goldflam.
1879
- Uwięzgnięta przepuklina zaotrzewna krezek okrężniczych (Hernia retroperitonealis mesocolica incarcerata). „Gazeta Lekarska”. 28, s. 231–234, 241–243, 1879.

1881
- Długotrwałe wpochwienie kiszki czczej, spowodowane polipami (Invaginatio chronica jejuni, polypis provocata). Wpochwienie wogóle. „Gazeta Lekarska”. 19 (29 i 30), s. 585–592, 608–614, 1881.

1883
- Przypadek choroby Parkinson'a (Paralysis agitans) (Spr. z 16.I.90). „Pamiętnik Towarzystwa Lekarskiego Warszawskiego”. 79 (2), s. 346–352, 1883.

1884
- Czy "paralysis spinalis spastica" (Erb) seu "tabes dorsalis spasmodica" (Charcot) istnieje jako samodzielna forma nozologiczna. „Gazeta Lekarska”. 19 (19 i 20), s. 355–361, 379–383, 1884.

1885
- Przyczynek do nauki o umiejscowieniach mózgowych. Niemota ruchowa i zmysłowa. „Medycyna”. 13 (9, 10 i 11), s. 153–159, 173–179 i 195–199, 1885.

1886
- O rozsianem wieloogniskowem stwardnieniu mózgu i rdzenia (Sclerosis cerebro-spinalis, multilocularis, multiplex, disseminata. Sclerose en plaques, inselfoermige, herdweise Sclerose). „Kronika lekarska”. 7 (7 i 8), s. 173–219, 1886.

1887
- O t. zw. rozsianem zapaleniu nerwów (Neuritis multiplex, disseminata, polyneuritis). „Medycyna”. 15 (23, 24, 25, 26 i 27), s. 365–372, 381–387, 401–409, 417–427, 437–443, 458–462, 1887.
- Przypadek przedziurawienia kiszki (Spr. z 14.IX.86). „Pamiętnik Towarzystwa Lekarskiego Warszawskiego”. 83 (2), s. 333–336, 1887.

1888
- Przypadek stwardnienia pęczków bocznych zanikowego (sclerose laterale amyotrophique) lub rozsiane stwardnienie mózgowo-rdzeniowe (sclerose en plaques) (Spr. z 3.VI.87). „Pamiętnik Towarzystwa Lekarskiego Warszawskiego”. 84 (2), s. 381–384, 1888.
- Zur Lehre von der multiplen Neuritis. „Zeitschrift für klinische Medizin”. 14, s. 374–404, 1888.
- O nierówności objawów kolanowych w wiądzie rdzeniowym. „Przegląd Lekarski”. 27 (32, 33, 34 i 35), s. 421–423, 432–433, 442–444, 456–457, 1888.
- Ueber die Ungleichheit der Kniephänomene bei Tabes dorsalis. „Neurologisches Centralblatt”. 7 (19 i 20), s. 529–536 , 556–565 , 1888.
- O anomaliach odruchów kolanowych w przebiegu uwiądu rdzeniowego. „Dziennik V Zjazdu Lekarzy i Przyrodników Polskich we Lwowie”. 5, s. 23, 1888.

1889
- Przypadek interesującej formy tonicznego skurczu niektórych mięśni szyi, karku i ramienia (Nerwica n. przydatkowego) (Spr. z 19.VI.88). „Pamiętnik Towarzystwa Lekarskiego Warszawskiego”. 85 (3), s. 519–525, 1889.
- Preparat tętniaka aorty. Spr. Tow. Lek. Warsz. z 19. V.89. „Gazeta Lekarska”. 24 (30), s. 608–609, 1889.

1890
- Przypadek połowicznego zaniku twarzy (hemiatrophia facialis). „Kronika lekarska”. 11 (5), s. 219-229, 1890.
- Przypadek hemiatrophia facialis (Spr. z 6.V.90). „Pamiętnik Towarzystwa Lekarskiego Warszawskiego”. 86 (4), s. 561, 1890.
- Preparat tętniaka aorty (Spr. z 19.VI.89). „Pamiętnik Towarzystwa Lekarskiego Warszawskiego”. 86 (2), s. 283–285, 1890.
- O powrocie odruchów ścięgnistych w przebiegu wiądu rdzeniowego. „Kronika Lekarska”. 11 (4), s. 165–176, 1890.
- Ueber eine besondere Art von periodischer Lähmung. „Wiener klinische Wochenschrift”. 3 (41), s. 800, 1890.
- Ueber eine eigenthümliche Form von periodischer, familiärer, wahrscheinlich autointoxicatorischer Paralyse. „Wiener medizinische Presse”. 31 (36, 37, 38 i 39), s. 1418–1422, 1457–1461, 1500–1503, 1536–1539, 1890.

1891
- O powrocie odruchów ścięgnistych w przebiegu wiądu rdzeniowego. „Kronika lekarska”. 11 (4), s. 165-176, 1890.
- Kliniczny przyczynek do etyjologii wiądu rdzeniowego. „Przegląd Lekarski”. 30, 39 i 40, s. 495–497 i 508–510, 1891.
- Ueber eine eigenthümliche Form von periodischer, familiären, wahrscheinlich autointoxicatorischer Paralyse. „Zeitschrift für klinische Medicin”. 19, Suppl, s. 240–285, 1891.
- Przypadek polioencephalitis superior, inferior i poliomielitis anterior po influenzy z zejściem śmiertelnem, drugi niewiadomego pochodzenia z zejściem pomyślnem. „Medycyna”. 19 (7, 8 i 9), s. 97-101, 113-117, 134-139, 1891.
- O przymiocie rdzenia (Odczyty kliniczne wydawane przez redakcyę Gazety Lekarskiej; seryja III, z. 8 i 9 no 32, 33). Druk K. Kowalewskiego, Warszawa, 1891 58 ss.
- Przyczynek do etyjologii obwodowego porażenia nerwu twarzowego. „Gazeta Lekarska”. 26, 37, s. 730-732, 1891.
- O niezwykłej postaci perjodycznego rodzinnego porażenia, powstałego prawdopodobnie na tle samozatrucia. „Kronika lekarska”. 12 (2, 3 i 4), s. 65-72, 133-156 i 209-222, 1891.
- Zur Aetiologie der peripherischen Facialslähmung. „Neurologisches Centralblatt”. 10 (16), s. 204–214, 1891.
- Ein Fall von Polioencephalitis superior, inferior und Poliomyelitis anterior nach Influenza mit tödtlichem Ausgang, ein anderer aus unbekannter Ursache mit Uebergang in Genesung. „Neurologisches Centralblatt”. 10 (6 i 7), s. 162–167  i 204-214 , 1891.
- Ueber das Wiedererscheinen der Sehnenreflexe bei Tabes dorsalis. „Berliner klinische Wochenschrift”. 28 (8), s. 203–206, 1891.
- „Ueber eine eigenthümliche Form von periodischer, familiärer, wahrscheinlich autointoxicatorischer Paralyse” W: Verhandlungen des X. Internationalen medicinischen Congresses Berlin, 4.-9. August 1890. Band II, 5. Abt. Berlin: Verlag von August Hirschwald, 1891 ss. 63-64

1892
- Klinischer Beitrag zur Aetiologie des Tabes dorsalis. „Deutsche Zeitschrift für Nervenheilkunde”. 2 (2-3), s. 247–258, 1892. DOI: 10.1007/BF01652064.
- Dwa przypadki t. zw. Myoclonus multiplex (paramyoclonus multiplex, Friedreich). „Kronika lekarska”. 13 (2), s. 67-81, 1892.
- Zwei Fälle von Myoclonus multiplex (Paramyoclonus multiplex, Friedrich). „Neurologisches Centralblatt”. 11 (4), s. 97–106, 1892.
- Przyczynek do patologii porażeń ołowianych. „Medycyna”. 20 (26, 27 i 29), s. 413-416, 433-436 i 467-470, 1892.
- (Recenzja) Biegański W. Dyjagnostyka różniczkowa chorób wewnętrznych. Kronika Lekarska 13, 1, ss. 50-53 (1892)
- Oblitération complète de la veine cave supérieure dans un cas d'anévrisme de l'aorte ascendante. Méd. mod. iii, 416-418 (1892)

1893
- O uleczalnej postaci porażenia opuszkowego z udziałem kończyn. „Medycyna”. 21 (16, 17, 18, 19, 20 i 21), s. 317-325, 340-344, 360-365, 381-383, 402-405, 422-429, 1893.
- Über einen scheinbar heilbaren bulbärparalytischen Symptomen-complex mit Betheiligung der Extremitäten. „Deutsche Zeitschrift für Nervenheilkunde”. 4 (3-4), s. 312–352, 1893. DOI: 10.1007/BF01665294.
- Ein Fall von Bleilähmung. „Deutsche Zeitschrift für Nervenheilkunde”. 3 (4-5), s. 343–351, 1893. DOI: 10.1007/BF01673496.
- Ueber Rückenmarksyphilis. Wiener Klinik 23, s. 41-96 (1893)
- Goldflam S, Meyerson S. O przedmiotowych szmerach w uchu i głowie. Medycyna 21, 46 i 47, ss. 922-927 i 939-946 (1893)
- Goldflam S, Meyerson S. O przedmiotowych szmerach w uchu i głowie. Warszawa, Druk. W. Kowalewskiego 1893, 14 ss.

1895
- O chromaniu przestankowem (Claudication intermittente Charcot'a. „Medycyna”. 22 (24 i 25), s. 471-475, 496-500, 1894.
- Deutsche Medizinische Wochenschrift 21, 36, 587-590 (1895)
- O porażeniach rodzinnych napadowych. „Medycyna”. 23 (12, 13, 14, 15, 16 i 17), s. 229-232, 249-255, 269-273, 299-303, 322-325 i 354-358, 1895.
- Meyerson S, Goldflam S. Ueber objectiv wahrnehmbare Ohr- und Kopfgeräusche. „Wiener medizinische Presse”. 36 (17, 18 i 19), s. 641-647, 691-695, 728-730, 1895.
- Weitere Mittheilung über die paroxysmale, familiäre Lähmung. „Deutsche Zeitschrift für Nervenheilkunde”. 7 (1-2), s. 1-31, 1895. DOI: 10.1007/BF01833164.
- Meyerson S, Goldflam S. O przedmiotowych szmerach w uchu i głowie. „Medycyna”, 1895.brak numeru strony
- Ueber intermittirendes Hinken ("claudication intermittente" Charcot's) und Arteriitis der Beine. Deutsche medicinische Wochenschrift 21, 36, ss. 587-590  (1895)

1897
- O porażeniu rodzinnem napadowem. „Medycyna”. 25 (43, 44 i 45), s. 1002-1007, 1030–1034, 1050-1055, 1897. link
- Dritte Mittheilung über die paroxysmale, familiäre Lähmung. „Deutsche Zeitschrift für Nervenheilkunde”. 11 (3-4), s. 242-260, 1897. DOI: 10.1007/BF01674122.

1900
- O wstrząsaniu nerek. „Medycyna”. 28 (25), s. 578-580, 1900.
- Über Erschütterung (Succussion) der Nieren. „Berliner Klinische Wochenschrift”. 38, s. 51, 1900.
- O zapaleniu ścięgna pochewki ścięgnistej głowy długiej mięśnia dwugłowego ramienia (tendovaginitis capitis longi m. bicipitis). „Medycyna”. 39 (39), s. 893-897, 1900.

1901
- Dalsze uwagi nad chromaniem przestankowem (Claudication intermittente). „Medycyna”. 29 (1 i 2), s. 1-7 i 29-38, 1901.
- Weiteres über das intermittirende Hinken. „Neurologisches Centralblatt”. 20 (5), s. 197-213, 1901.

1902
- Dalsze uwagi nad porażeniem astenicznem, wraz z wynikiem badania pośmiertnego jednego przypadku (Dr E. Flatau). „Medycyna”. 30 (1, 2, 3, 4, 5, 6, 7, 8, 9, 10, 11 i 12), s. 1–5, 29–34, 45–51, 71–77, 94–99, 112–117, 141–147, 163–168, 187–191, 206–210, 232–235 i 251–255, 1902.
- O pierwszym objawie wiądu i o znaczeniu odruchu ze ścięgna Achillesa. „Medycyna”. 30 (23 i 24), s. 476–479, 504–507, 1902.
- Weiteres über die asthenische Lähmung nebst einem Obductionsbefund (Dr. E. Flatau). Neurologisches Zentralblatt 21, 3, 4, 5, 6, 7 i 8, ss. 97-107 , 208-214 , 303-310 , 490-496  (1902)
- Ueber das Erstsymptom und die Bedeutung der Achillessehnenreflexe bei Tabes. Neurologisches Zentralblatt 21, 17, ss. 786-792 (1902)

1903
- Zur Ätiologie und Symptomatologie des intermittierenden Hinkens. „Neurologisches Zentralblatt”. 22, s. 994–996, 1903.
- Zur Lehre von den Hautreflexen an den Unterextremitäten (insbesondere des Babinskischen Reflexes). Neurologisches Zentralblatt 23 i 24, ss. 1109-, 1137- (1903)

1904
- Przypadek przepukliny płucnej. „Medycyna”. 32 (43, 44 i 45), s. 898–902, 918-923 i 937-941, 1904.
- Przyczynek do etjologii oraz symptomatologii chromania przestankowego. „Medycyna”. 32 (1), s. 1-3, 1904.
- Przyczynek do patologji odruchów na dolnych kończynach ze szczególnem uwzględnieniem odruchu Babińskiego. „Medycyna”. 32 (4, 5, 6 i 7), s. 59-64, 78-82, 108-112, 129-134, 1904.

1905
- O nagłej śmierci u dotkniętych wiądem. „Medycyna”. 33 (47), s. 922–926, 1905.
- Ueber den plötzlichen Tod bei Tabischen. Neurologisches Centralblatt 21, 24, ss. 980–985 (1905)
- (Recenzja) Biegański W. Medycyna wewnętrzna u nas na schyłku XIX-go wieku. Nowiny lekarskie 17, 11, ss. 579-580 (1905)

1906
- Przypadek wrodzonego, rodzinnego zesztywnienia stawów palcowych. „Medycyna”. 34 (50), s. 934–938, 1906.
- Ein Fall von kongenitaler, familiarer Ankylose der Fingergelenke. „Münchener Medizinische Wochenschrift”. 53, s. 2299, 1906.
- Przypadek gorączki histerycznej. „Medycyna”. 34 (40 i 41), s. 765-768, 1906.
- Ein Fall von hysterischem Fieber. „Neurologisches Zentralblatt”. 21 (25), s. 978-985, 1906.

1907
- Ein Fall von angeborene Fisteln der Unterlippe. Münchener Medizinische Wochenschrift 54, s. 74 (1907)

1908
- O osłabieniu wzgl. zniesieniu odruchu palców nogi oraz odruchu skrócenia. „Medycyna i Kronika Lekarska”. 43 (41 i 42), s. 1014–1019 i 1046–1051, 1908.
- Über Abschwächung resp. Aufhebung des Zehen- und Verkürzungsreflexes. Neurologisches Centralblatt 20, 27, ss. 946—958 (1908)

1910
- Zur Frage des intermittierenden Hinkens (Nach einem Vortrag auf dem ersten Kongreß polnischen Neurologen und Psychiater). Neurologisches Centralblatt 1, ss. 1-16 (1910)
- W sprawie chromania przestankowego. „Medycyna i Kronika Lekarska”. 45 (1 i 2), s. 1-7, 31–36, 1910. link link
- „W sprawie chromania przestankowego”. W: Prace I-go Zjazdu neurologów, psychiatrów i psychologów polskich. Warszawa 1910 ss. 195-210

1911
- W kwestii Jodbasedowa. „Neurologia Polska”. 1 (5), s. 7–17, 1911.
- Zur Frage des Jodbasedows. „Berliner klinische Wochenschrift”. 10 (48), s. 423–426, 1911.
- O prostej, podręcznej metodzie badania źrenic i o kilku mniej znanych objawach ze strony oka (zmiana szerokości źrenic przy oddechu Cheyne-Stokesa, widzenie barw widma we własnym włosie). „Medycyna i Kronika lekarska”. 46 (28 i 29), s. 705-706 i 734-738, 1911.
- Ueber eine einfache, leicht zu handhabende Methode der Pupillenuntersuchung nebst Beitrag zur Frage der Konvergenzreaktion und Mitteilung einiger wenig bekannter Phänomene am Auge. Berliner klinische Wochenschrift 48, s. 1468 (1911)
- W sprawie oddziaływania źrenic przy ruchu zbieżnym. „Medycyna i Kronika Lekarska”. 46 (34), s. 840–842, 1911.
- O losie osobników z brakiem odruchów ścięgnowych na kończynach dolnych. Przyczynek do metodyki i patologii odruchów. „Medycyna i Kronika Lekarska”. 46 (48, 49, 50 i 51), s. 1143–1146, 1163–1166, 1186–1191 i 1208–1216, 1911.

1912
- Przyczynek kliniczny do objawów źrenicowych. „Neurologia Polska”. 2 (7), 1912.brak numeru strony
- Przyczynek kliniczny do objawów źrenicznych. Warszawa, L. Biliński i W. Maślankiewicz, 1912
- Über das weitere Schicksal von Individuen, denen die Sehnenreflexe fehlen (Nebst Beiträgen zur Methodik und Pathologie der Reflexe). „Zeitschrift für die gesamte Neurologie und Psychiatrie”. 8 (1), s. 230-254, 1912. DOI: 10.1007/BF02866032.
- Zur Klinik der Pupillenphänomene. Wiener klinische Wochenschrift 24, 26/27, ss. 991-998, 1045-1052 (1912)
- Nachtrag "Zur Klinik der Pupillenphänomene". Wiener klinische Wochenschrift 38, s. 1419 (1912)

1916
- W sprawie utraty wzroku skutkiem zatrucia wyskokiem metylowym. „Medycyna i Kronika Lekarska”. 51 (1 i 2), s. 5–9 i 18–22, 1916.
- W kwestyi tak zwanych dowolnych ruchów źrenic. Gazeta Lekarska 50, 12, 13, 14 i 15, s. 169-173, 188-193, 205-209 i 229-234 (1916)

1918
- O cierpieniu kości i stawów na tle nieodpowiedniego odżywiania (osteoarthropathia dysalimentaria). „Medycyna i Kronika lekarska”. 53 (42), s. 312–327, 1918.
- O uleczalnej postaci zespołu Brown-Sequarda. „Gazeta Lekarska”. 52 (46, 47, 48 i 49), s. 366-370, 381-386, 395-399 i 405-409, 1918.

1919
- Sur une forme bénigne du syndrome de Brown-Séquard. „Revue Neurologique”. 35 (9), s. 673-697, 1919.

1920
- Z semiotyki odruchów brzusznych. „Gazeta Lekarska”. 55 (16, 17 i 18), s. 157-159, 169-171 i 174-177, 1920.
- Przyczynek do różnorodności postaci zapalenia mózgu pochodzenia nieropnego. „Lekarz wojskowy”. 1 (18-19), s. 1-27, 1920.
- Ueber einige ungewoehnliche Symptome im Bereiche der Augenlieder. „Deutsche Zeitschrift für Nervenheilkunde”. 66 (1-2), s. 27-75, 1920. DOI: 10.1007/BF01841828.
- Zur Kenntnis der Erblindung nach Methylalkoholgenuss. Klinische Monatsblätter für Augenheilkunde 64, s. 684  (1920)
- Über eine durch unzweckmäßige Ernährung enstandene Knochen- und Gelenkserkrankung (dysalimentäre Osteoarthropathie). „Wiener Medizinische Wochenschrift”. 70 (48), s. 2011–2021, 1920.

1922
- O skurczu paradoksalnym. „Kwartalnik Kliniczny Szpitala Starozakonnych”. 1 (2), s. 89–94, 1922.
- O skurczu rozciągowym mięśni przeciwnicznych. „Kwartalnik Kliniczny Szpitala Starozakonnych”. 1 (1), s. 13–23, 1922.
- Dehnungskontraktion der Antagonisten. „Zeitschrift für die gesamte Neurologie und Psychiatrie”. 76 (1), s. 521-528, 1922. DOI: 10.1007/BF02876746.
- Paradoxe Kontraktion. „Zeitschrift für die gesamte Neurologie und Psychiatrie”. 76 (1), s. 516-520, 1922. DOI: 10.1007/BF02876745.
- Die große Encephalitisepidemie des Jahres 1920. „Deutsche Zeitschrift für Nervenheilkunde”. 73 (1-2), s. 1-70, 1922. DOI: 10.1007/BF01842911.
- Zur Frage der sog. willkürlichen Papillenbewegung. Klinische Monatsblätter für Augenheilkunde 69, 10, ss. 407–428 (1922)

1923
- Ein Beitrag zur Semiologie des Verkürzungsreflex. „Deutsche Zeitschrift für Nervenheilkunde”. 80, s. 238–269, 1923.
- Beitrag zur Ätiologie und Symptomatologie der spontanen, subarachnoidalen Blutungen. „Deutsche Zeitschrift für Nervenheilkunde”. 76 (1-4), s. 158-182, 1923. DOI: 10.1007/BF01840765.
- Über die Rolle des Hydrocephalus bei der Entstehung der intrakraniell bedingten Stauungspapille. Schweizer Archiv für Neurologie und Psychiatrie 13, 1-2, ss. 261-282 (1923)
- Sur la sémiologie des réflexes abdominaux. Revue de Médecine 40, 9, ss. 547-563 (1923)

1924
- Przyczynek do etiologji i symptomatologji samoistnych krwotoków podpajęczynówkowych. „Neurologia Polska”, 1924.brak numeru strony
- Zur Frage der genuinen Narkolepsie und ähnlicher Zustände. „Deutsche Zeitschrift für Nervenheilkunde”. 82 (1-2), s. 20-56, 1924. DOI: 10.1007/BF01760951.

1925
- Przyczynek do semjologii odruchu skrócenia. „Warszawskie Czasopismo lekarskie”. 2 (4), s. 132–134, 1925.
- O znaczeniu objawu Gordona (Paradoksalny odruch zginaczy, paradoksalny objaw palcowy lub łydkowy Auerbacha). „Warszawskie Czasopismo lekarskie”. 2 (10), s. 428–432, 1925.
- Sur la valeur clinique du signe de Gordon. Reflexe paradoxal des flechisseurs. Phenomene paradoxal des orteils et du mollet. „Revue Neurologique”. 32, s. 592-603, 1925.
- Zur Frage der Cystenbildung an der Cauda equina nebst Beitrag zu den cerebralen und rezidivierenden spinalen subarachnoidealen Blutungen. „Deutsche Zeitschrift für Nervenheilkunde”. 85 (1-2), s. 47-85, 1925. DOI: 10.1007/BF01653984.

1926
- Beitrag zur Symptomatologie des Schläfenlappenabszesses. „Deutsche Zeitschrift für Nervenheilkunde”. 90 (1–3), s. 38–100, 1926. DOI: 10.1007/BF01840591.

1927
- Leczenie klimatyczne wyczerpania nerwowego. Echo Otwockie nr 5, s. 2-3 (15.9.1927)

1928
- O znaczeniu odruchu Rossolimo. Doniesienie tymczasowe. „Warszawskie Czasopismo Lekarskie”. 5 (15 i 16), s. 389, 1928.
- Vorläufige Mitteilung. Zur Bewertung des Rossolimoschen Reflexes. Nervenarzt 1 (6), s. 356-357 (1928)
- Nasz obowiązek wobec siedziby narodowej w Palestynie. Nasz Przegląd R. 6 nr 322 (21.11.1928) s. 5

1929
- O znaczeniu odruchu Rossolimo (zarazem przyczynek do ograniczonego zapalenia opon rdzeniowych, stwardnienia rozsianego; ustęp z większej całości). W: Księga Jubileuszowa Edwarda Flataua. Warszawa: Skład główny u Gebethnera i Wolffa, 1929, s. 707-720.

1930
- Die diagnostische Bedeutung des Rossolimoschen Reflexes bei Erkrankungen des Zentralnervensystems. Eine klinisch-anatomische Studie. T. 56. Berlin: S. Karger, 1930, s. 274, seria: Abhandlungen aus der Neurologie, Psychiatrie, Neurologie und ihren Granzgebieten. Beihefte zur Monatschrift für Psychiatrie und Neurologie. Hrsg. von K. Bonhoeffer.
- Po deklaracji rządu angielskiego. Nasz Przegląd R. 8 nr 291 (23.10.1930) s. 3

1931
- Żądanie bohaterstwa. Nasz Przegląd R. 9 nr 153, 5.6.1931 s. 3

1932
- Przemówienie nad trumną D-ra Edwarda Flataua. Warszawskie Czasopismo Lekarskie 9, 24, ss. 559-560 (1932)

1933
- Über gesteigerte Hautreflexe bei Erkrankungen des Frontallappens. Schweizer Archiv für Neurologie und Psychiatrie 30, 2, ss. 299-321 (1933)